# 平本梨々菜
平本 梨々菜（ひらもと りりな、2006年5月20日 - ）は、日本の女子バドミントン選手。2024年の世界ジュニア女子ダブルス女王。

## 経歴
5歳から競技を開始する。
小学校卒業後は、青森山田中学高等学校でバドミントンに打ち込む。

### 2023年
3月の全国高校選抜大会では、1学年年上の清瀬璃子とのペアで出場。決勝でふたば未来高校の須藤海妃 / 山北奈緒を破って優勝。
上級生が引退してからは、同い年の横内美音とペアを組む。
9月の全日本ジュニア選手権の女子ダブルスで優勝。

### 2024年
3月の全国高校選抜大会の女子シングルスで優勝。
10月の世界ジュニア選手権では、四天王寺高校の玉木亜弥とのペアで出場。第2シードペアを破るなどして、全ての試合をストレートで勝利し悲願の優勝を達成した。日本勢としては、歴史上3ペア目の世界ジュニア女子ダブルス女王となった。

## エピソード
- 同級生の横内美音とは小学生時代からの幼なじみで、青森山田への進学も横内からの誘いがきっかけで決断に至った[7]。
- 青森山田の先輩であり五輪メダリストの志田千陽を憧れとしており、実際に指導してもらい「すごく刺激をもらえている」とも述べた[3]。